# Paulina Chruściel
Pour les articles homonymes, voir Chruściel (homonymie).
 (décembre 2024).
 (octobre 2021).
 (octobre 2021).
La mise en forme du texte ne suit pas les recommandations de Wikipédia : il faut le « wikifier ».
Les points d'amélioration suivants sont les cas les plus fréquents. Le détail des points à revoir est peut-être précisé sur la page de discussion.
- Les titres sont pré-formatés par le logiciel. Ils ne sont ni en capitales, ni en gras.
- Le texte ne doit pas être écrit en capitales (les noms de famille non plus), ni en gras, ni en italique, ni en « petit »…
- Le gras n'est utilisé que pour surligner le titre de l'article dans l'introduction, une seule fois.
- L'italique est rarement utilisé : mots en langue étrangère, titres d'œuvres, noms de bateaux, etc.
- Les citations ne sont pas en italique mais en corps de texte normal. Elles sont entourées par des guillemets français : « et ».
- Les listes à puces sont à éviter, des paragraphes rédigés étant largement préférés. Les tableaux sont à réserver à la présentation de données structurées (résultats, etc.).
- Les appels de note de bas de page (petits chiffres en exposant, introduits par l'outil «  Source ») sont à placer entre la fin de phrase et le point final[comme ça].
- Les liens internes (vers d'autres articles de Wikipédia) sont à choisir avec parcimonie. Créez des liens vers des articles approfondissant le sujet. Les termes génériques sans rapport avec le sujet sont à éviter, ainsi que les répétitions de liens vers un même terme.
- Les liens externes sont à placer uniquement dans une section « Liens externes », à la fin de l'article. Ces liens sont à choisir avec parcimonie suivant les règles définies. Si un lien sert de source à l'article, son insertion dans le texte est à faire par les notes de bas de page.
- La présentation des références doit suivre les conventions bibliographiques. Il est recommandé d'utiliser les modèles {{Ouvrage}}, {{Chapitre}}, {{Article}}, {{Lien web}} et/ou {{Bibliographie}}. Le mode d'édition visuel peut mettre en forme automatiquement les références.
- Insérer une infobox (cadre d'informations à droite) n'est pas obligatoire pour parachever la mise en page.

Pour une aide détaillée, merci de consulter Aide:Wikification.
Si vous pensez que ces points ont été résolus, vous pouvez retirer ce bandeau et améliorer la mise en forme d'un autre article.
Paulina Chruściel, née le 16 juin 1980 à Wołomin (Pologne), est une actrice de théâtre et de cinéma polonaise. Au cours de sa carrière, elle interprète des rôles tant au cinéma que dans des séries télévisées. 

## Biographie
Diplômée du lycée n°1 de Wacław Nałkowski à Wołomin en 1999 et de l'Académie de théâtre Aleksander Zelwerowicz de Varsovie en 2004, Paulina Chruściel rejoint la compagnie du Teatr Współczesny de Varsovie.
Elle apparaît notamment dans les séries suivantes : Pensjonat pod Różą (dans le rôle de Hania), Klinika samotnych serc (dans le rôle de Lidka), Linia życia (dans le rôle de Klara Kessler), Na dobre i na złe (dans le rôle de Ludmiła), Singielka (dans le rôle d'Ela Kowalik), Za marzenia (dans le rôle de Inga Malik) et depuis 2021, elle joue le rôle principal de la série Komisarz Mama (dans le rôle de Maria Matejko).
En 2007, elle joue le personnage d'Hamlet dans la pièce homonyme dirigée par Waldemar Śmigasiewicz et mise en scène au Teatr Nowy de Poznań. Pour son incarnation du rôle d'Hamlet, elle reçoit une distinction lors du 11e Festival international de Shakespeare. Depuis août 2008, elle est membre de la compagnie du Théâtre Powszechny, où elle a fait ses débuts dans le rôle d'Abigail Williams dans Czarownice z Salem, mis en scène par Izabella Cywińska.  Elle incarne Marta Majewska dans Zły, adaptation scénique du roman éponyme de Leopold Tyrmand. Elle coopère avec le Radio Théâtre Polonais.

## Vie privée
Elle réside à Varsovie avec son mari, le réalisateur Łukasz Wiśniewski, avec lequel elle s'est mariée en Tanzanie. Le couple a une fille, Marianna, née en 2013,.
En 2016, elle est nommée pour la Telekamera Tele Tygodnia en tant que star montante de la télévision.

## Filmographie
| Année            | Titre                        | Rôle                                              | Remarques             |
| ---------------- | ---------------------------- | ------------------------------------------------- | --------------------- |
| 2003             | Na Wspólnej                  | Zosia, cliente de Gabriela                        | épisode 8             |
| 2004             | Aryjska para                 | exposante                                         |                       |
| 2004             | Książę nocy                  | Terry                                             |                       |
| 2005             | Klinika samotnych serc       | Lidka                                             | épisodes. 9, 10 et 15 |
| 2005             | Pensjonat pod Różą           | Hanna Borowik                                     | épisodes. 50 et 51    |
| 2006             | Ale się kręci                | Magdalena Szewczyk                                |                       |
| 2006             | Pastorałka                   | ange/chanteuse de chorale                         |                       |
| 2006             | Apetyt na miłość             | Irmina                                            |                       |
| 2006             | Słowo honoru                 | femme chez le photographe                         |                       |
| 2008             | Kryminalni                   | Monika Czajska                                    | épisode. 89           |
| 2008–2010        | Złotopolscy                  | Berta Stockman                                    |                       |
| 2009             | Przerwanie działań wojennych | agent de liaison                                  |                       |
| 2010             | Czas honoru                  | Milena                                            | épisodes. 37 i 38     |
| 2010             | Hotel 52                     | Inga                                              | épisode. 4            |
| 2010             | Ojciec Mateusz               | Karolina Wińska                                   | épisode. 38           |
| 2010             | Chichot losu                 | Brygida, femme de Tadeusz                         | épisodes. 9, 12 i 13  |
| 2011             | Linia życia                  | Klara Kessler                                     |                       |
| 2011–2013        | Na dobre i na złe            | Ludmiła Papierniak                                |                       |
| 2013             | Prawo Agaty                  | Ewa Czaplińska                                    | épisode. 44           |
| 2013             | Ojciec Mateusz               | Jolanta                                           | épisode. 130          |
| 2014             | Wataha                       | Kinga Grzywaczewska, femme d'Adam                 |                       |
| 2015–2016        | Singielka                    | Ela Kowalik                                       |                       |
| 2017             | Niania w wielkim mieście     | Gaja, anciennement Nina, mère de Ruta i Leszczyna | épisode. 6            |
| 2018–2019        | Za marzenia                  | actrice Inga Malik                                |                       |
| 2019             | Ojciec Mateusz               | Iwona                                             | épisode. 284          |
| à partir de 2021 | Komisarz Mama                | commissaire Maria Matejko                         |                       |